# 正塩
正塩（せいえん）とは、塩の中で、酸性塩でも塩基性塩でもない塩を指す。構造の中に、H+もOH-も含まない。

## 塩の性質
- 強酸＋強塩基→正塩の場合中性、酸性塩の場合酸性、塩基性塩は水に溶けにくい
- 強酸＋弱塩基→酸性
- 弱酸＋強塩基→塩基性
- 弱酸＋弱塩基→ほぼ中性

## 正塩の例
- BaSO4
- BaCO3
- CaSO4
- CaCO3
- (CH3COO)2Ca
- NaCl
- Na2CO3
- Na2SO4
- NaNO3
- CH3COONa
- KCl
- K2SO4
- K2CO3
- KNO3
- CH3COOK
- LiCl
- LiSO4
- LiCO3
- LiNO3
- CH3COOLi